# Vendetta (film, 1995)
Vendetta är en svensk film som hade biopremiär i Sverige den 10 februari 1995 regisserad av Mikael Håfström med Stefan Sauk i huvudrollen. Filmen är baserad på Jan Guillous roman med samma namn från 1991.

## Handling
Det svenska företaget Swedish Armaments håller på att planera en vapenaffär med den italienska staten, som rör bestyckning av tre fregatter i den italienska flottan. Men när två utsända direktörer från Armaments kidnappas av en maffiafamilj från Sicilien, så tar allt en vändning som bara Coq Rouge kan klara av. Carl Hamilton får i uppdrag att tillsammans med kapten Joar Lundwall åka ner till Sicilien för att förhandla med Don Tommaso, familjens överhuvud, men de har fått order om att vara obeväpnade för att visa förtroende. Efter en misslyckad förhandling som kulminerar i att de avväpnar tre av Don Tommasos män, och med nöd och näppe kommer undan så blir allting mer personligt. Medan de avnjuter sin frukost, fortfarande obeväpnade, på ett kafé i Palermo dyker två av Don Tommasos hejdukar upp på motorcykel. I en gest menad att håna Hamilton skjuter de ihjäl Joar men lämnar Carl oskadd. Efter begravningen i Sverige beslutar sig Hamilton, tillsammans med kollegan Åke Stålhandske att åka tillbaka till Sicilien för att hämnas Joar Lundwalls död.

## Om filmen
Filmen är baserad på Jan Guillous roman Vendetta från 1991 om agenten Carl Hamilton. Det gjordes även en längre TV-version i sex delar som sändes i TV4 1996.

## Rollista i urval
- Stefan Sauk - Carl Hamilton, greve och kommendörkapten vid flottan
- Ennio Fantastichini - Don Tommaso
- Erland Josephson - D G (den gamle)
- Roland Hedlund - Samuel Ulfsson, kommendör vid flottan och chef för den militära underrättelsetjänsten OP5
- Marika Lagercrantz - Eva-Britt Hamilton, Carls hustru
- Malin Lagerhem - Johanna-Louise, Carls dotter
- Mats Långbacka - Åke Stålhandske, kapten vid marinen
- Per Graffman - Joar Lundwall, kapten vid marinen
- Antonio Di Ponziano - Luigi Bertoni -Svensson, löjtnant i armén
- Oliver Tobias - Da Piemonte, överste vid sicilianska polisen
- Orso Maria Guerrini - Giuseppe Cortini, generallöjtnant vid italienska försvarsdepartementet
- Luigi di Fiore - Giulio, Dom Tommasos bror
- Margreth Weivers - Elisabeth Lundwall, Joars mor
- Stig Engström - Johan Carlemar, teknisk direktör, Swedish Armament
- Claes Ljungmark - Gustav Hansson, försäljningschef, Swedish Armament
- Margaretha Wikholm - Solveig Sjöstedt, försäljningschef för Ericsson i Rom
- Ralf Wolter - Don Giovanni

## Filmmusik i urval
- "Something's Going On", kompositör Ardis Fagerholm, text Ardis Fagerholm och Thomas Öbrink, sång Ardis
- "Shotgun", kompositör och text Ardis Fagerholm, sång Ardis

### Fotnoter
1. ↑  ”Vendetta”. Svensk filmdatabas. 10 februari 1995. http://www.sfi.se/sv/svensk-filmdatabas/Item/?type=MOVIE&itemid=20042. Läst 10 november 2016.